# Onthophagus cludtsi
Onthophagus cludtsi là một loài bọ cánh cứng trong họ Bọ hung (Scarabaeidae).